# Hans Friedrich Rohner

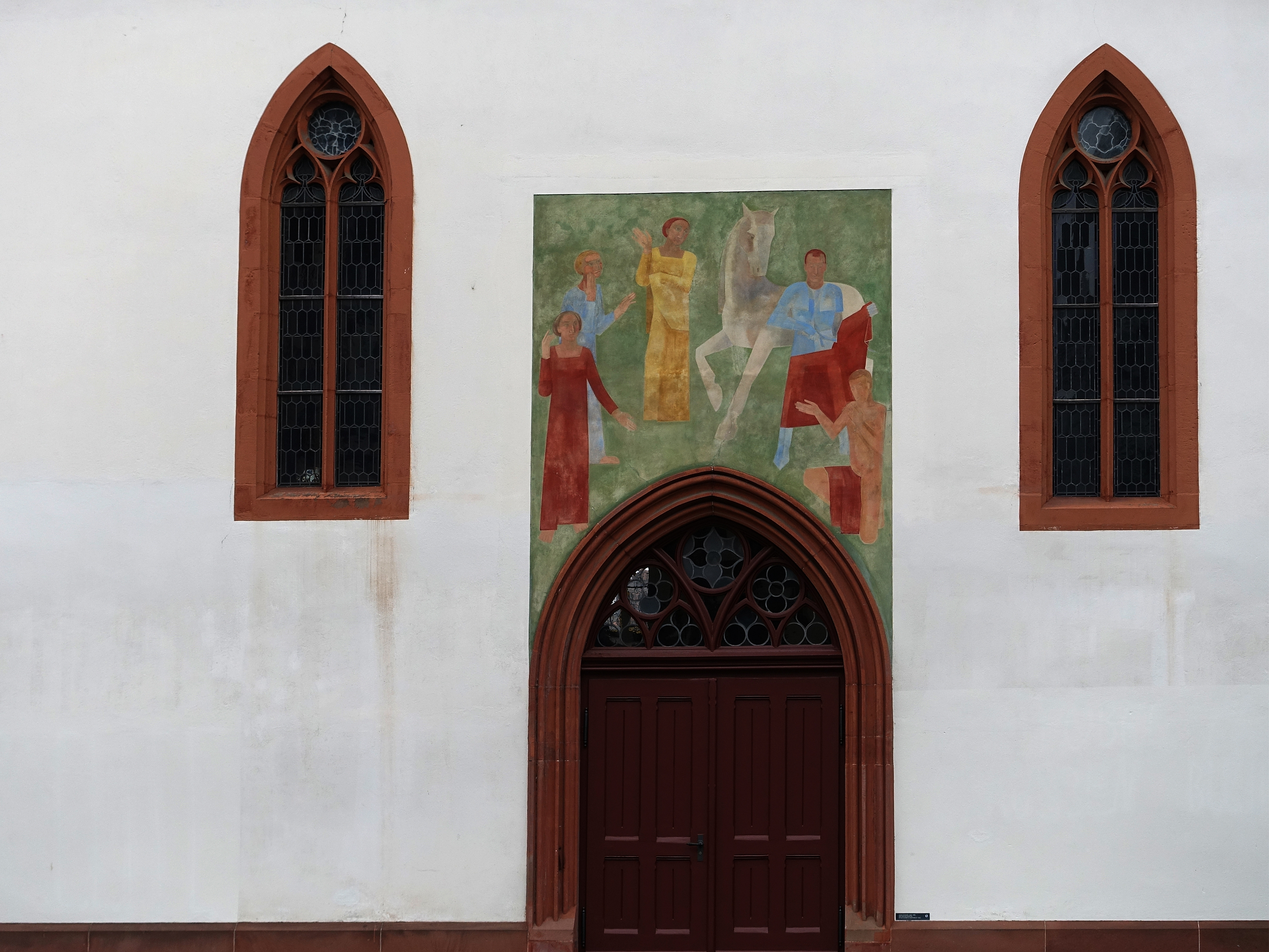
Wandbild über dem Südportal der Martinskirche in Basel

Hans Friedrich Rohner (* 8. Mai 1898 in Basel; † 20. März 1972 in Zürich) war ein Schweizer Maler. Seine Arbeiten umfassen Aquarelle, Öl und Eitempera. Er beschäftigte sich zudem intensiv mit Wandmalerei und Mosaiken.

## Leben
Hans Friedrich Rohner besuchte von 1916 bis 1920 die Allgemeine Gewerbeschule Basel. Seine Lehrer waren Burkhard Mangold, Paul Kammüller, Arnold Fiechter und Albrecht  Mayer. 1921 folgte eine Reise durch Italien. Von 1923 bis 1929 lebte und arbeitete Rohner in München, wo er auch seine Frau Lotte Kraft kennenlernte. Vorübergehend besuchte er die Knirrschule bei Heinrich Knirr. 1930 zog er nach Zürich, wo er bis zu seinem Tod lebte und arbeitete.
Während seiner Zeit in München schloss Rohner Freundschaft mit Günther Frank, in dessen Galerie er Ernst Ludwig Kirchner kennenlernte. Aus dem Treffen entstand eine langjährige Malerfreundschaft. Rohner besuchte Kirchner jeweils im Sommer in Davos Frauenkirch. Ziel der Treffen war das gemeinsame Malen nach Figur und Landschaft. Zusammen mit seiner Frau stand Rohner Kirchner gern und oft als Modell zur Verfügung. Rohners Werk wurde nicht nur durch Kirchner, sondern auch durch viele Künstler geprägt, die aus dem Kreis der Künstlervereinigung «Der blaue Reiter» hervorgegangen waren. Eine Ausstellung im Brücke-Museum Berlin 1999 versuchte diese Einflüsse aufzuzeigen. Dieser Umstand, aber auch die Nähe zu Ernst Ludwig Kirchner machten Rohners Werke in Kunstkreisen in den letzten Jahren zu einem begehrten Sammlerobjekt. Bei Auktionen, etwa bei Sotheby’s Schweiz, werden seine Werke für mehrere tausend Franken versteigert. 

## Ausstellungen (Auswahl)
- Hans Friedrich Rohner gehörte der Zürcher Künstlergruppe OKTOGON an. Am 4. Juli 1951 wurde in Zürich die Städtische Kunstkammer Strauhof mit einer Ausstellung von Alois Carigiet eröffnet, darauf folgte die Künstlerin Lissy Funk, die dritte Ausstellung wurde dann von OKTOGON bestritten.
- Städtische Kunstkammer Strauhof Zürich | OKTOGON (Künstlergruppe), Jules Angst, Alfons Grimm, Otto Münch, Franz K. Opitz, Hans Rohner, Albert Rüegg, Edwin Wenger, Luigi Zanini 1.–23. September 1951
- Galerie Palette Zürich, 1952 mit Künstlergruppe Octogon